# 不倫瑞克-呂訥堡的索菲
不倫瑞克-呂訥堡的索菲（德語：Sophie von Braunschweig-Lüneburg，1563年10月30日—1639年1月14日），不倫瑞克-呂訥堡公爵年輕者威廉的女兒，母親是丹麥國王克里斯蒂安三世的女兒多蘿西亞。

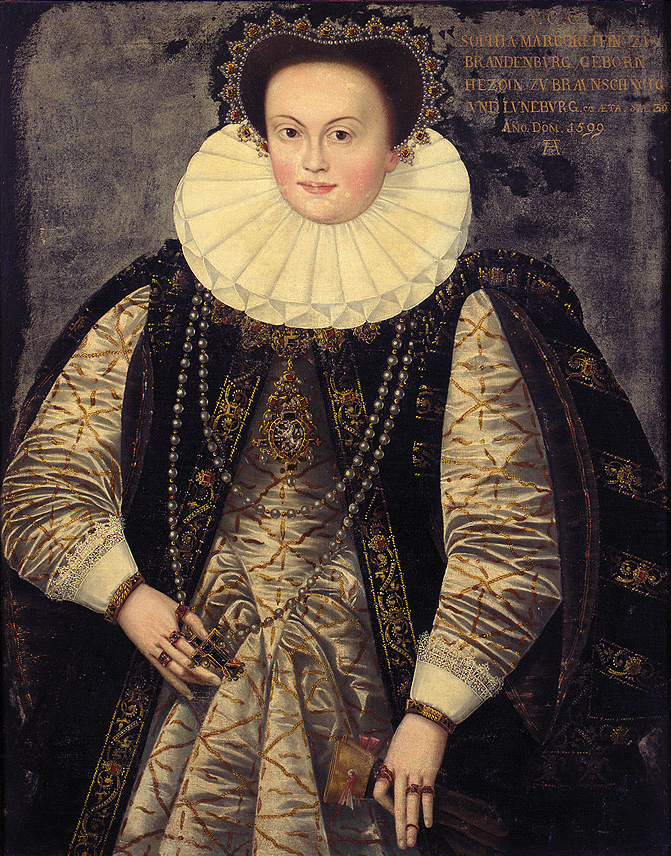

1579年，索菲與布蘭登堡-安斯巴赫藩侯格奧爾格·腓特烈一世結婚，兩人沒有子女。